# Collepietro
Collepietro è un comune italiano di 198 abitanti della provincia dell'Aquila in Abruzzo. Faceva anche parte della Comunità montana Campo Imperatore-Piana di Navelli.

## Storia

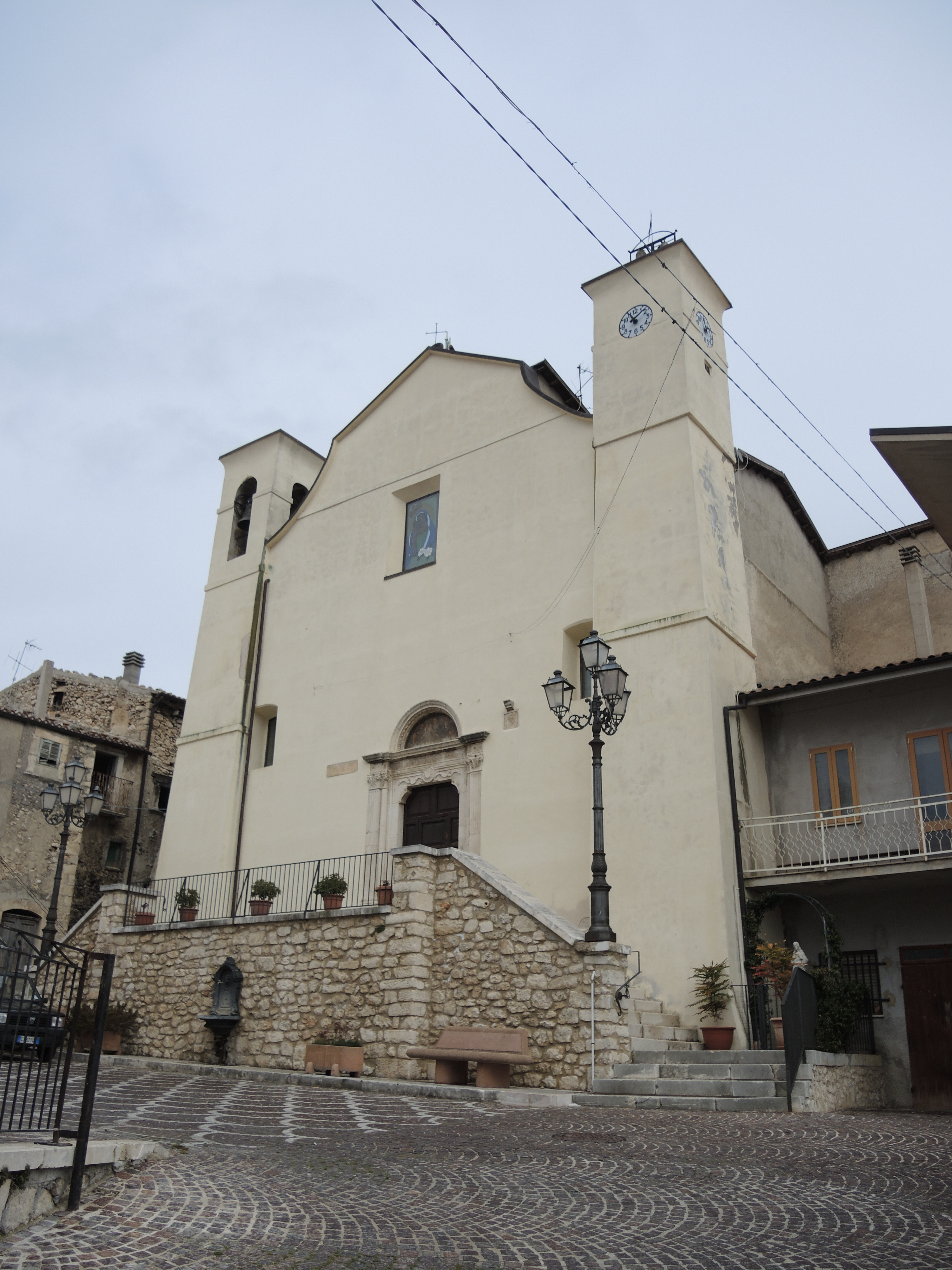
Chiesa di San Giovanni Battista

Colle Petri è citato per la prima volta da un documento del 1092, nel periodo di dominio del normanno Ugo Malmozzetto: in un atto di donazione di Ugo del fu Giliberto, di origini franche, con cui egli cede alla diocesi di Valva il monastero di San Benedetto in Perillis, tra i possedimenti a questo spettanti cita anche alcuni beni nel castello di Collepietro. In posizione dominante tra la valle del Tirino e la piana di Navelli, autentica porta di ingresso sia verso la Maiella che verso Campo Imperatore, diede il nome alla dinastia detta "Di Collepietro", dalla quale si diramò quella denominata "Di Pagliara", celebre stirpe che annoverò tra gli altri il vescovo Gualtiero di Pagliara, gran cancelliere del Regno di Sicilia tra il XII e il XIII secolo, durante la minorità di Federico II di Svevia.
Era il castello che proteggeva i monasteri di San Benedetto in Perillis e Picciano. Il potere fu gestito dall'XI secolo dai signori del feudo, forse ramo dei conti di Valva, a loro volta gemmazione dei conti dei Marsi, con Gualtiero capostipite del nuovo casato collepetrano, figlio di Teodino, e presente insieme col fratello Berardo ad una convenzione tra il monastero di San Clemente a Casauria e alcuni Signori dei territori limitrofi, tenutasi nel 1111 nell'Isola della Pescara presso la medesima abbazia per concordare il nuovo assetto geo-politico dell'area. Nel XVI secolo fu amministrato dai capitani spagnoli Francesco Segura e Alfonso de Medina, dacché L'Aquila, amministratrice del feudo, era in mano a Carlo V.
Dopo l'abolizione del feudalesimo, tuttavia Collepietro finì in mano ai signorotti locali Caracciolo, e successivamente ai sindaci Gioacchino D'Alfonso, Giuseppe Giustizia e Beniamino de Jorio, che amministrarono discretamente il potere. Dopo la seconda guerra mondiale Collepietro si è ridimensionata demograficamente per lo spopolamento.
Dal 1947 la frazione di San Benedetto in Perillis si è separata costituendosi in comune autonomo.

## Monumenti e luoghi d'interesse

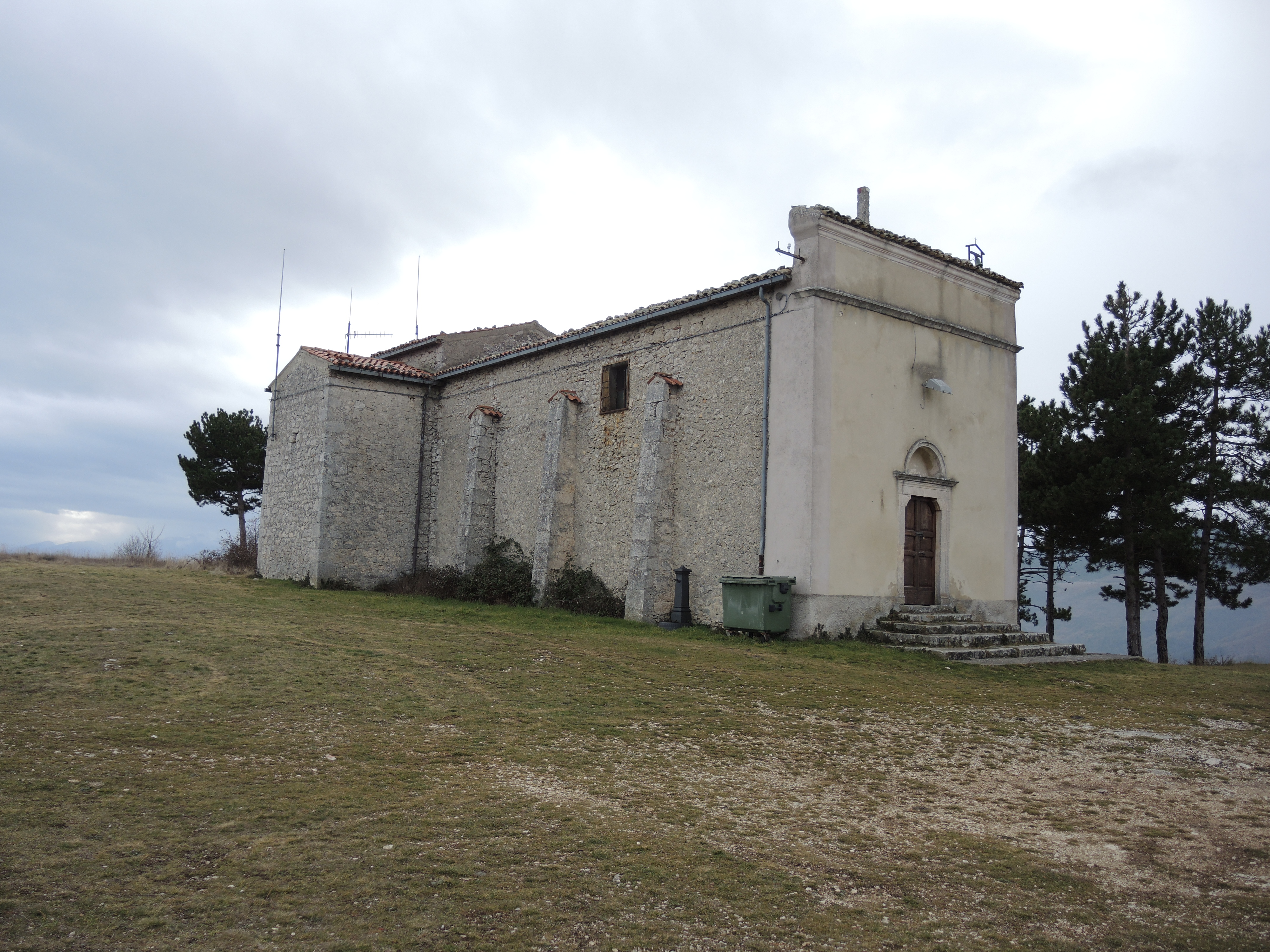
Chiesa della Madonna del Buon Consiglio

- Chiesa di San Giovanni Battista: chiesa principale del borgo, composta da due campanili laterali gemelli, anche se il secondo è una torre civica. La facciata barocca nasconde il portale più antico del XIII secolo, di stampo romanico. L'interno è in pietra a tre navate;
- Chiesa della Madonna del Buon Consiglio: chiesa da tratturo del XV secolo, con esterno fortificato da tre contrafforti per ciascun lato. La facciata rettangolare ha un portale in stile romanico;
- Torre del castello: risale al XII secolo ed è un tratto delle antiche mura ad ellisse che circondavano il borgo medievale. Dopo la distruzione di Andrea Fortebraccio, presso il castello fu costruita la chiesa di San Giovanni, ampliando alcune parti della chiesa precedente. La torre è rettangolare e slanciata, e possiede un arco a sesto acuto alla base per l'accesso.

## Società

### Evoluzione demografica
Abitanti censiti

## Amministrazione
| Periodo           | Periodo           | Primo cittadino    | Partito                                         | Carica  | Note          |
| ----------------- | ----------------- | ------------------ | ----------------------------------------------- | ------- | ------------- |
| 23 aprile 1995    | 13 giugno 1999    | Alido Pulcini      | Lista civica di centro-destra                   | Sindaco | [ 10 ]        |
| 14 giugno 1999    | 29 marzo 2010     | Mauro Colangeli    | Lista civica di centro-destra, poi lista civica | Sindaco | [ 11 ] [ 12 ] |
| 30 marzo 2010     | 21 settembre 2020 | Massimo Tomassetti | Lista civica Per Collepietro                    | Sindaco | [ 13 ] [ 14 ] |
| 21 settembre 2020 | in carica         | Mauro Colangeli    | Lista civica Per Collepietro                    | Sindaco | [ 1 ]         |